# Дос (Жетысуская область)
Дос (каз. Дос) — станция в Кербулакском районе Жетысуской области Казахстана. Входит в состав Сарыозекского сельского округа. Код КАТО — 194630200.

## Население
В 1999 году население станции составляло 69 человек (31 мужчина и 38 женщин). По данным переписи 2009 года, в населённом пункте проживало 139 человек (76 мужчин и 63 женщины).